# Mittelfußlauf
Bei dem meist bei Langstreckenläufern wie Marathonläufern angewandten Mittelfußlauf handelt es sich um eine Art Kompromiss aus Vorfußlauf und Rückfußlauf, wobei versucht wird, die Vorteile beider Laufstile zu übernehmen und die Gefahren beider Laufstile zu minimieren.
Beim Mittelfußlauf setzt die vollständige Fußsohle auf dem Boden auf. Mit nicht steilem Winkel tippt der Fuß außen über die Ferse oder die gesamte Fuß-Außenkante und rollt dann ab.
Im Vergleich zum Vorfußlauf ist der Mittelfußlauf auf Langstrecken weniger kraftraubend und schont die Achillessehne, der geringere Aufprall ist gegenüber dem Rückfußlauf vorteilhaft für die Gelenke. Mit Verwendung des Mittelfußlaufes werden teilweise die Nachteile beider anderer Laufmethoden wirksam und die Belastung der Fuß-Außenkante ist erhöht.
Eine Schwierigkeit des Mittelfußlaufens besteht in der sauberen Ausführung und Reproduktion eines sauberen Aufsatzes mit dem ganzen Fuß.